# فوركاري
بلدية فوركاري (بالإسبانية: Forcarey) هي بلدية تقع في مقاطعة بونتيفيدرا التابعة لمنطقة غاليسيا شمال غرب إسبانيا.

## الديموغرافيا
يبلغ عدد سكان بلدية فوركاري 4.044 نسمة عام 2011 (وفقاً للمعهد الوطني للإحصاء الإسباني).
| 5.301 | 4.892 | 4.802 | 4.576 | 4.428 | 4.219 | 4.044 |

## أعلام
- مانويل كانابال